# Kid Thomas Valentine
Thomas Valentine, plus connu sous le nom de Kid Thomas (3 février 1896 - 18 juin 1987) était un trompettiste et chef d'orchestre de jazz.
Kid Thomas est né à Reserve en Louisiane et vint à La Nouvelle-Orléans dans sa jeunesse. 
Kid Thomas Valentine est mort à La Nouvelle-Orléans.